# Непротеиногенные аминокислоты
Непротеиногенные аминокислоты (также некодируемые) — аминокислоты, которые не участвуют в биосинтезе белка. Непротеиногенные аминокислоты часто не входят в состав непатогенных и «нормальных» белков (исключение цистин) человека, не следует их путать с нестандартными аминокислотами, которые образуются непосредственно при синтезе белка (например, пирролизин) или в результате различных ковалентных модификаций молекулярных структур протеиногенных (кодируемых) аминокислот в составе белков, например, гидроксипролина, десмозина или аллизина. Однако они могут входить в состав некоторых небольших молекул или пептидов (например β-аланин в составе пантотеновой кислоты и дипептидов — карнозина и ансерина), синтез которых является нерибосомальным. Химически синтезированные аминокислоты можно назвать неприродными аминокислотами. Многие из них являются токсинами и ингибиторами ферментов разнообразных метаболических реакций. Известно свыше 400 природных аминокислот и, возможно, больше тысячи их комбинаций. Неприродные аминокислоты могут быть синтетически получены из их нативных аналогов с помощью модификаций, таких как алкилирование аминогруппы, замещение боковой цепи, циклизация за счёт удлинения структурных связей и изостерических замен в аминокислотном остове.
Многие непротеиногенные аминокислоты являются важными:
- как промежуточные продукты в биосинтезе,
- в нерибосомальном синтезе пептидов,
- в стабилизации ковалентных связей цепей белков (например, у человека это цистин, у бактерий — диаминопимелиновая кислота)
- выполняющие физиологическую роль (например, компоненты клеточных стенок бактерий, нейромедиаторы и токсины),
- природные или искусственные фармакологические соединения,
- присутствующие в метеоритах или используемые в пребиотических экспериментах (таких как эксперимент Миллера — Юри).

## Общие черты
Непротеиногенные аминокислоты в отличие от протеиногенных (их всего 21+1 у некоторых прокариот) более разнообразны, особенно те, которые содержатся в грибах и высших растениях. Протеиногенные аминокислоты участвуют в построении множества разных белков независимо от вида организма, а непротеиногенные аминокислоты могут быть даже токсичны для организма другого вида, они ведут себя как обычные чужеродные вещества (ксенобиотики). Например, гипоглицин, канаванин, дьенколевая кислота и β-цианоаланин, выделенные из растений, ядовиты для человека. Помимо этого непротеиногенные аминокислоты выполняют разнообразные функции в организмах животных и человека.

## Структура

Сравнение структур α-аланина и β-аланина.

Между непротеиногенными и протеиногенными аминокислотами иногда существует близкое структурное родство. Так, аланину соответствуют более 30 производных, различающихся заместителями водородного атома метильной группы. Заместителем может быть аминогруппа, как, например, у 1,2-диаминопропановой кислоты, которая встречается в растениях семейства мимозовых; может образоваться циклопропановое кольцо, как у найденной в различных фруктах аминокислоты гипоглицина и 1-аминоциклопропакарбоновой кислоты.

## Природные не L-α-аминокислоты
Большинство природных аминокислот представляют собой α-аминокислоты в L-конформации, но существуют некоторые исключения.

### Не-альфа
Некоторые не-α-аминокислоты существуют в организмах. В этих структурах аминогруппа смещена дальше от карбоксильного конца молекулы аминокислоты. Таким образом, β-аминокислота имеет аминогруппу, связанную со вторым углеродом, а γ-аминокислота имеет её на третьем. Например это β-аланин, ГАМК и δ-аминолевулиновая кислота.

β-аланин: аминокислота, синтезируемая аспартат-1-декарбоксилазой, является предшественником кофермента А[3] и пептидов карнозина и ансерина.
γ-Аминомасляная кислота (ГАМК): один из важнейших тормозных нейромедиаторов у животных и человека.
δ-аминолевулиновая кислота: промежуточный продукт биосинтеза тетрапирролов (гема, хлорофилла, кобаламина и т. д.).
4-Аминобензойная кислота (ПАБК): промежуточный продукт в биосинтезе фолиевой кислоты.

Первоначальное предположение о вредных свойствах β-аминокислот с точки зрения вторичной структуры, оказалось неверным.

### D-аминокислоты
Некоторые аминокислоты имеют противоположную абсолютную конфигурацию хирального центра, они недоступные для нормальной рибосомной трансляции и транскрипции. Стенки большинства бактериальных клеток образованы пептидогликаном, полимером, состоящим из аминосахаров, сшитых короткими олигопептидами, соединённые мостиками друг с другом. Олигопептид синтезируется нерибосомно и содержит несколько особенностей, включая D-аминокислоты, обычно D-аланин и D-глутамат. Ещё одной особенностью является то, что первый рацемизируется пиридоксальфосфат-связывающими ферментами (кодируется alr или его гомологом daDX), тогда как последний рацемизируется ферментом, независимым от кофактора (murI). Некоторые варианты D-аминокислот присутствуют у Thermotoga spp. Присутствует D-лизин, а в некоторых устойчивых к ванкомицину бактериях присутствует D-серин (ген vanT)
.

### Не содержащие водород на α-углероде
Все протеиногенные аминокислоты содержат по крайней мере один водород на α-углероде. Глицин содержит два атома водорода, а все остальные — один водород и одну боковую цепь. Замена оставшегося водорода более крупным заместителем, таким как метильная группа, искажает белковый остов.
В некоторых грибах α-аминоизомасляная кислота образуется в качестве предшественника пептидов, некоторые из них проявляют антибиотические свойства. Это соединение подобно аланину, но обладает дополнительной метильной группой на α-углероде вместо водородного атома. Следовательно, он ахирален. Другим соединением, сходным с аланином без α-водорода, является дегидроаланин, который обладает метиленовой боковой цепью. Это одна из нескольких встречающихся в природе дегидроаминокислот.

α-Аминоизомасляная кислота
Дегидроаланин

### Аминокислоты с двумя стереоцентрами
Подмножество L-α-аминокислот структурно неоднозначны относительно того, какой из двух концов является α-углеродом. В белках остаток цистеина может образовывать дисульфидную связь с другим остатком цистеина, таким образом сшивая белок. Два сшитых цистеина образуют молекулу цистина. Цистеин и метионин обычно получают прямым сульфурированием, но у некоторых видов они могут быть получены транссульфированием, когда активированный гомосерин или серин соединяются с цистеином или гомоцистеином, образуя цистатионин. Похожим соединением является лантионин, который можно рассматривать как две молекулы аланина, соединённые тиоэфирной связью, и обнаруживаемый в различных организмах. Точно так же дьенколовая кислота, растительный токсин из дьенколовых бобов (Pithecolobium lobatum), состоит из двух цистеинов, связанных метиленовой группой. Диаминопимелиновая кислота используется как мостик в пептидогликане и используется как предшественник лизина (через её декарбоксилирование).

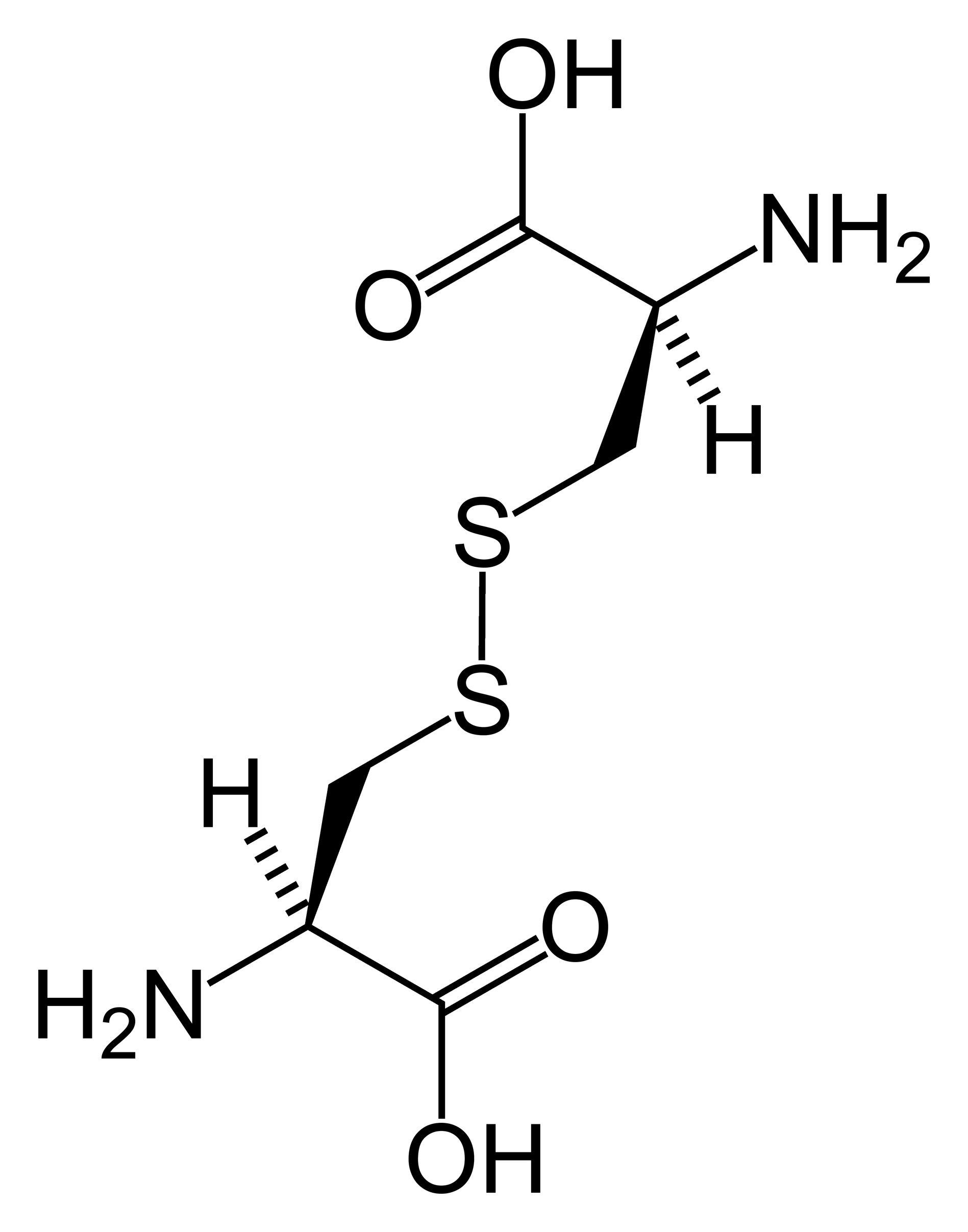
Цистин
Цистатион
Лантионин
Дьенколовая кислота
Диаминопимелиновая кислота

## Свойства

### Токсичность
Некоторые непротеиногенные аминокислоты являются токсичными, из-за их способности к имитации структур протеиногенных аминокислот, такие, как тиализин. Другие же подобны структурам аминокислотам-нейромедиаторам, они обладают нейротоксичностью, например, квискваловая кислота, канаванин и азетидин-2-карбоновая кислота. Цефалоспорин С имеет скелет α-аминоадипиновой кислоты (гомоглутамат), который амидирован цефалоспориновым фрагментом. Пеницилламин представляет собой серосодержащую аминокислоту, используемую в терапии болезни Вильсона—Коновалова и аутоиммунных заболеваний, механизм действия которой неизвестен.

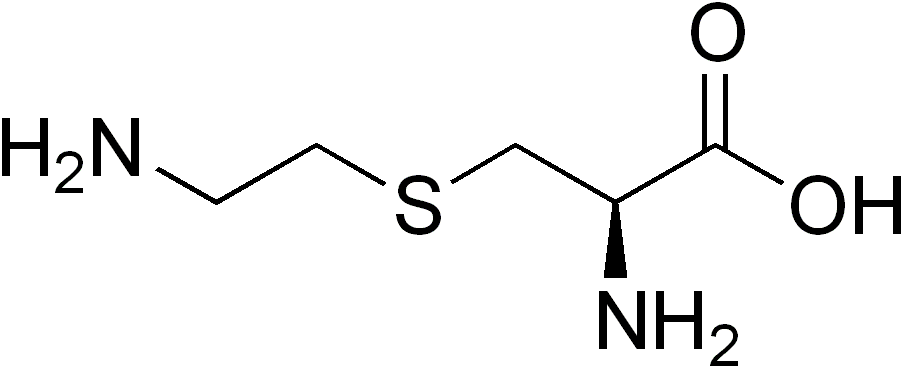
Тиализин
Квискаловая кислота
Канаванин
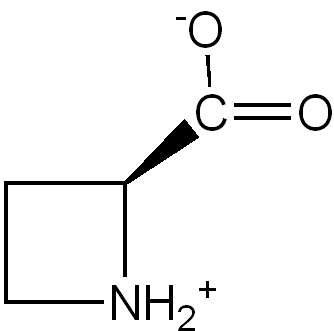
Азетидин-2-карбоновая кислота
Цефалоспорин С
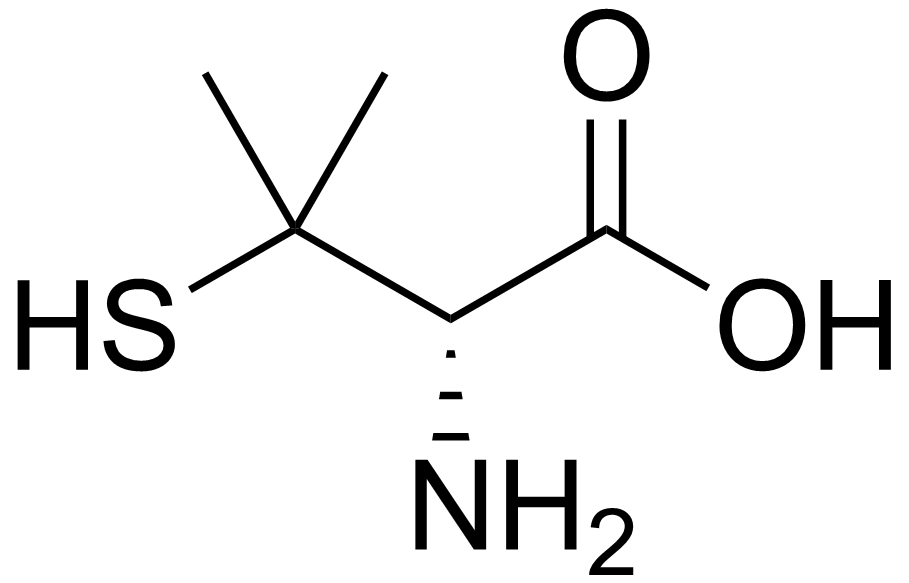
Пеницилламин

Встречающиеся в природе цианотоксины могут также включать непротеиногенные аминокислоты. Микроцистин и нодуларин, например, обе являются производными ADDA (сокр. от (all-S,all-E)-3-amino-9-methoxy-2,6,8-trimethyl-10-phenyldeca-4,6-dienoic acid), β-аминокислоты.

## Выполняемые функции
В клетках, особенно автотрофных организмов, некоторые непротеиногенные аминокислоты обнаруживаются в качестве промежуточных продуктов метаболизма. Однако, несмотря на каталитическую гибкость PLP-связывающих ферментов, многие аминокислоты синтезируются в виде кетокислот (например, 4-метил-2-оксопентаноат до лейцина) и аминируются на последней стадии, таким образом, количество небелковых аминокислотных промежуточных продуктов остаётся довольно низким.
Орнитин и цитруллин — две непротеиногенные аминокислоты входят и синтезируются в цикле мочевины, который является частью катаболизма аминокислот.
ГАМК — синтезируется в нейронах из глутамата, путём ферментативного декарбоксилирования (с помощью глутаматдекарбоксилазы), является важнейшим тормозным нейромедиатором в ЦНС животных и человека.
δ-Аминолевулиновая кислота — непротеиногенная аминокислота, синтезируется в митохондриях из глицина и сукцинил-КоА клеток позвоночных животных и из глутамата в пластидах растений или в цитозоле фотосинтезирующих прокариот (бактерий, архей). Она участвует в синтезе важнейших тетрапирролов — порфиринов (гема), корринов (витамина B12) и хлорофиллов. Также в организме человека участвует в индукции синтеза гемоксигеназного комплекса, который участвует в катаболизме гема.
Цистин — непротеиногенная серосодержащая аминокислота, содержит дисульфидную связь (-S-S-), которая образуется в результате окисления двух сульфгидрильных групп (-SH) молекул цистеина, в результате посттрансляционной модификации белка. Цистин играет важную роль в стабилизации третичной структуры белков. Цистин одна из немногих непротеиногенных аминокислот, которая входит в состав нормальных белков человека.
Канаванин — непротеиногенная аминокислота, структурный аналог аргинина. Обнаружен в некоторых растениях семейства бобовых (например, в семенах и ростках люцерны), при употреблении в больших количествах у человека может вызвать симптомы системной красной волчанки. Механизм токсичности канаванина заключается в том, что организмы, потребляющие его, обычно по ошибке включают его в свои собственные белки вместо L-аргинина (у животных и человека аминоацил-тРНК-синтетазы не обладают высокой специфичностью к L-аргинину, в отличие от растений), тем самым синтезируются структурно аберрантные («неправильные») белки, которые не могут функционировать должным образом.
Помимо первичного метаболизма, некоторые непротеиногенные аминокислоты являются предшественниками или конечными продуктами вторичного метаболизма для образования небольших по молекулярной массе соединений или нерибосомных пептидов (таких как некоторые токсины).